# Vranjani
Vranjani (Servisch cyrillisch Врањани) is een plaats in de Servische gemeente Požega. De plaats telt 473 inwoners (2002).